# São José do Bonfim
São José do Bonfim este un oraș în Paraíba (PB), Brazilia.